# Красная Зорька (Орловская область)
Красная Зорька — посёлок в Урицком районе Орловской области России.
Входит в состав Луначарского сельского поселения.

## География
Расположен западнее посёлка Зелёный Куст и восточнее посёлка Объединение. Рядом с посёлком проходит железнодорожная линия (севернее) с остановочным пунктом 24 км Московской железной дороги и просёлочная дорога (южнее).
В Красной Зорьке имеется одна улица — Вишнёвая.

## Население
| 2010 |
| ---- |
| 5    |